# Hymie Weiss
Hymie Weiss, eigentlich Henry Earl Wojciechowski (* 25. Januar 1898 in Sieradz, Kongresspolen, Russisches Reich als Henryk Wojciechowski; † 11. Oktober 1926 in Chicago, Illinois, USA), war ein Mobster während der Alkoholprohibition und Nachfolger von Dean O’Banion in der Führungsposition der North Side Gang von Chicago.
Weiss war, wie viele andere Mitglieder der „Nordseite“, polnischer Abstammung; die Gruppe war also keine rein irische Bande, wie es häufig publiziert wurde.

## Leben
Weiss war Freund und Untergebener von Dean O’Banion, der die North Side Chicagos kontrollierte. Da er intelligenter als Deany war, war er dessen Ratgeber; wahrscheinlich hat er ihn auch zum Alkoholschmuggel überredet.
Weiss war eine hagere Person mit scharfen Gesichtszügen und einem stechenden Blick. Wie sein Boss O’Banion war er reizbar, jähzornig und manchmal gnadenlos, doch trotz seiner Unberechenbarkeit hatte er sich unter Kontrolle und behielt zumeist einen relativ kühlen Kopf. Weiss galt angeblich als der einzige, den Al Capone jemals wirklich gefürchtet haben soll.
Am 10. November 1924 wurde O’Banion ermordet, woraufhin Weiss zum Anführer der North Side Gang wurde. Weiss versuchte diesen Mord zu rächen; er war am Attentat auf Johnny Torrio am 24. Januar 1925 beteiligt. Neben der Spike O’Donnell Gang der South Side stellte die Nordseite weiterhin eine Gefahr für Al Capones Territorium dar. Auch beim Mordanschlag auf Capone am 20. September 1926 in einem Café wurde Weiss als Drahtzieher vermutet.
Capone und Torrio begannen, die Ermordung von Weiss zu planen. Das Attentat geschah vor „Schofield's“ Blumenladen (738 North State Street), in dem zuvor bereits O’Banion getötet worden war. Capones Schützen hatten sich einige Tage vorher zwei Wohnungen neben und gegenüber dem Laden angemietet. Als Weiss, Patrick Murray, ein Helfer – möglicherweise auch Weiss’ Leibwächter und Chauffeur Sam Peller und Anwalt William O’Brien – am 11. Oktober 1926 vor dem Blumenladen entlanggingen, wurden sie unter Kreuzfeuer aus Maschinenpistolen und Flinten genommen. Mit zehn Treffern wurde Weiss ins Krankenhaus gebracht, wo er kurz darauf starb; auch Murray überlebte nicht.
Capone sagte danach zu Journalisten der Chicago Daily News und der New York Times im November 1926: „Hymie Weiss ist tot, weil er mit dem Kopf durch die Wand wollte.“ Capone und seinen Leuten konnte die Tat nicht nachgewiesen werden.

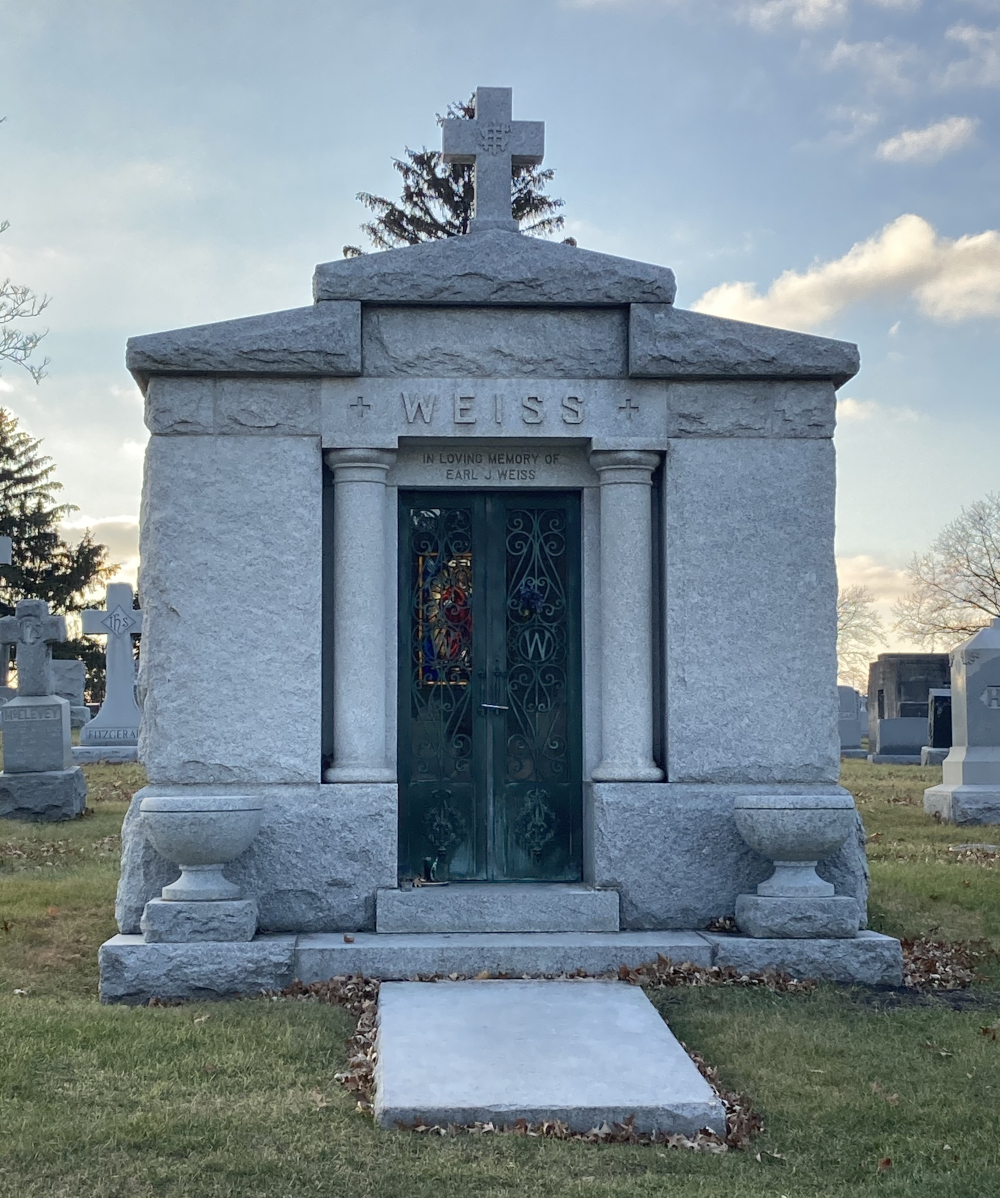
Grab von Hymie Weiss

## Nachlass
Hymie Weiss wurde auf dem Mount Carmel Friedhof beigesetzt; die Führung der Nordseite übernahmen nach seinem Tode Vincent „The Schemer“ Drucci und George „Bugs“ Moran.
Am 24. April 1930 veröffentlichte die Chicago Crime Commission eine Liste mit 28 „öffentlichen Feinden“ Chicagos, die von Al Capone angeführt wurde und auf der Weiss an sechster Stelle geführt wurde, obwohl er – im Gegensatz zu allen anderen gelisteten Personen – bereits tot war. Auf der gekürzten Liste der Chicago Tribune rückte er sogar auf Platz 5.